# Scipione Sighele
Scipione Sighele (Innsbruck, 19 marzo 1806 – Milano, 28 ottobre 1884) è stato un magistrato e politico italiano.
Laureato in legge all'Università di Innsbruck, svolse la professione di magistrato.
Dal 1850 e per tre decenni ricoprì prestigiose cariche: fu Consigliere della Corte d’appello di Trieste, Zara e Milano, Primo presidente della Corte d’appello di Brescia e poi di Milano, Primo presidente onorario di Corte di Cassazione.